# 32617 Tiegs
32617 Tiegs este o planetă minoră (asteroid) din centura de asteroizi. A fost descoperită pe 18 august 2001 la Stația Anderson Mesa de Lowell Observatory Near-Earth-Object Search. 
Obiectul prezintă o orbită caracterizată de o semiaxă mare de 2,41295 UAi, o excentricitate de 0,15, o înclinație de 7,00306 ° în raport cu ecliptica.